# Дарчев, Владимир Антонович
Владимир Антонович Дарчев (1930 год, село Новотулка, Хворостянский район, Куйбышевская область) — передовик производства, бригадир монтажников. Герой Социалистического Труда (1971).

## Биография
Родился в 1930 году в селе Новотулка Хворостянского района Куйбышевской области. После окончания школы ФЗО стал работать монтажником с марта 1947 года в мостоотряде № 1 ПМС в Куйбышеве. Участвовал в строительстве мостов в Казани, Куйбышеве и Кременчуге. В 1952 году был призван на срочную службу в армию. После армии поехал в 1955 году в Ангарск Иркутской области, где устроился на работу в строительно-монтажное управление № 3 Ангарского управления строительства № 16. Проработал на этом предприятии в течение 35 лет. Первое время работал рядовым монтажником. За успехи в трудовой деятельности в 1958 году был назначен бригадиром монтажников. Бригада Владимира Дарчева несколько раз направлялась в командировку на различные объекты Министерства среднего машиностроения СССР. В 1962 и 1967 годах бригада участвовала в строительстве секретных оборонных объектов в Казахстане и Красноярском крае.
Во время 8-й пятилетки руководимая Владимиром Дарчевым бригада смонтировала около восьми тысяч кубометров сборного железобетона и более одной тысячи сложных металлических конструкций. За выдающиеся успехи при выполнении планов 8-й пятилетки был удостоен в 1971 году звания Герой Социалистического Труда.
В 1990 году вышел на пенсию.

## Награды
- Герой Социалистического Труда — указом Президиума Верховного Совета СССР от 26 апреля 1971 года
- Орден Ленина (1971)
- Медаль «В ознаменование 100-летия со дня рождения Владимира Ильича Ленина»
- Медаль «За трудовое отличие»